# Les Rairies

Les Rairies este o comună în departamentul Maine-et-Loire, Franța. În 2009 avea o populație de 968 de locuitori.